# Robert Stevenson (réalisateur)
Pour les articles homonymes, voir Robert Stevenson et Stevenson.
Robert Stevenson (né le 31 mars 1905 à Buxton, dans le Derbyshire en Angleterre et mort le 30 avril 1986 à Santa Barbara, en Californie) est un réalisateur, scénariste et producteur de cinéma britannique.

## Biographie
Robert Stevenson est né à Buxton, dans le Derbyshire, a fréquenté l'université de Cambridge University où il fut à la fois le président du « Liberal Club » et de la « Cambridge Union Society ».  Il commence sa carrière au cours des années 1930, d'abord comme scénariste, puis comme réalisateur.  Il dirige notamment le drame historique Marie Tudor et le film d'aventures Les Mines du roi Salomon, d'après le livre de H. Rider Haggard.
Dans les années 1940, il s'établit en Californie. Il y tourne notamment une adaptation du roman de Fannie Hurst Back Street, qui avait déjà été portée à l'écran en 1932 par John Stahl.  Il signe aussi une version du classique de Charlotte Brontë Jane Eyre dans laquelle on retrouve notamment Orson Welles, Joan Fontaine et une toute jeune Elizabeth Taylor.
Vers la fin des années 1950, il dirige un premier film pour les studios de Walt Disney, Johnny Tremain. Ce sera le début d'une longue collaboration : Stevenson devait tourner en tout 19 films pour Walt Disney Productions dans les années 1960 et 1970. Stevenson reste aujourd'hui surtout connu pour avoir réalisé la comédie musicale avec Julie Andrews pour vedette, Mary Poppins, un film grâce auquel Andrews décrocha l'Oscar de la meilleure actrice et Stevenson reçut une nomination pour l'Oscar du meilleur réalisateur.  Parmi les autres films tournés par Stevenson pour Disney, on peut citer Les Enfants du capitaine Grant, une adaptation du célèbre roman de Jules Verne avec notamment Maurice Chevalier, ainsi que Un amour de Coccinelle, premier d’une série de films présentant une voiture dotée d’une personnalité propre.  Le succès de Un amour de Coccinelle entraina plusieurs suites.
En 1976, Stevenson signe son dernier film, toujours pour les studios Disney, Un candidat au poil.

## Vie privée
Stevenson épousa Anna Lee en 1934. Ils partirent s'installer à Hollywood en 1939, où Stevenson demeura durant de nombreuses années. Deux filles sont nées de leur union : Venetia et Caroline, avant que Stevenson et Anna Lee ne se séparent en mars 1944.  Il épousa l'actrice Frances Howard quelque temps après la mort du premier mari de celle-ci, Samuel Goldwyn, mais leur mariage devait également se terminer par un divorce.
Venetia Stevenson eut une petite carrière d'actrice avant de devenir productrice.  Elle a été mariée au chanteur Don Everly.  La petite fille de Robert Stevenson, Erin Everly, fut un temps l'épouse de Axl Rose, chanteur du groupe Guns N' Roses.

## Filmographie

### Comme réalisateur

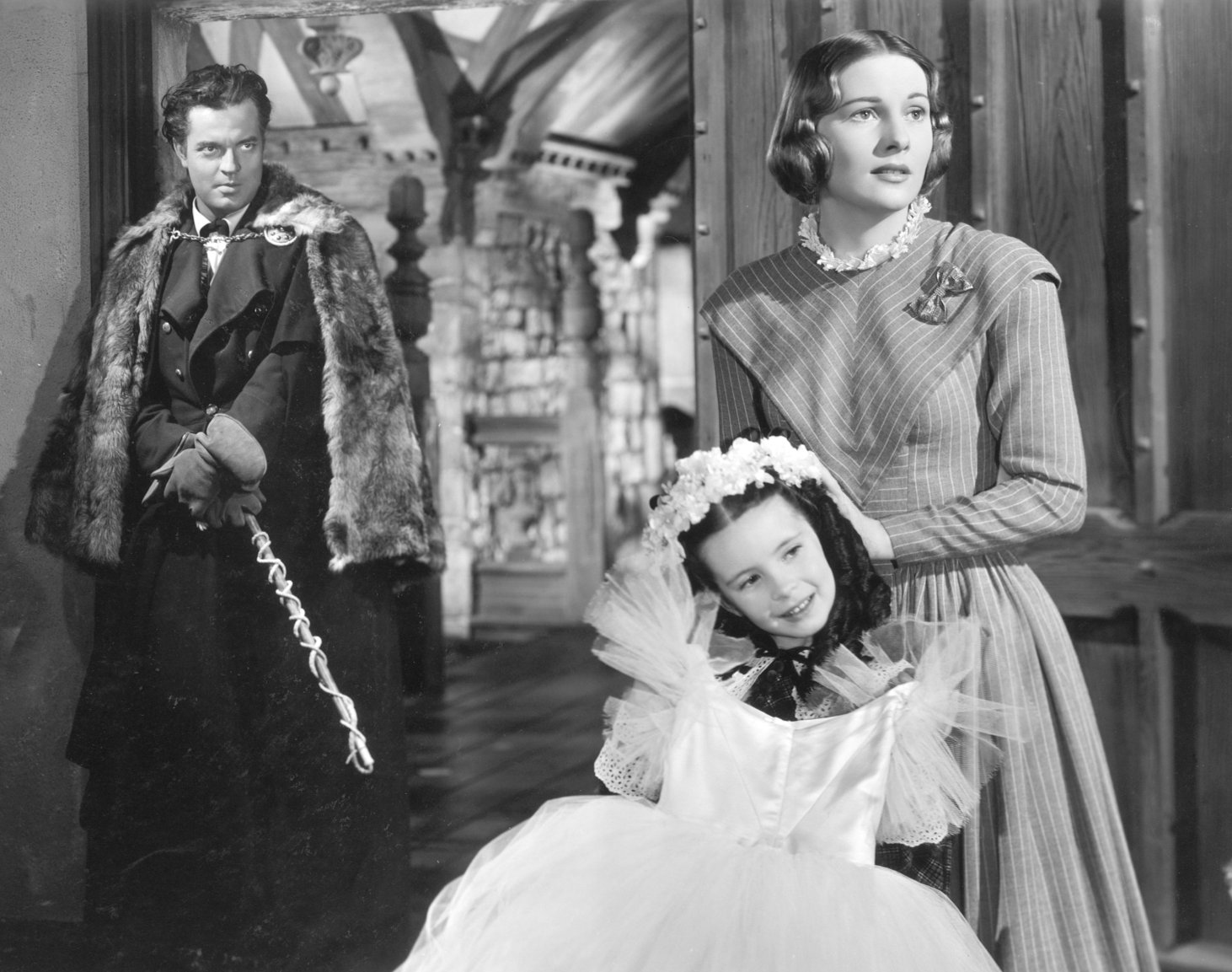
Orson Welles, Margaret O'Brien et Joan Fontaine dans Jane Eyre

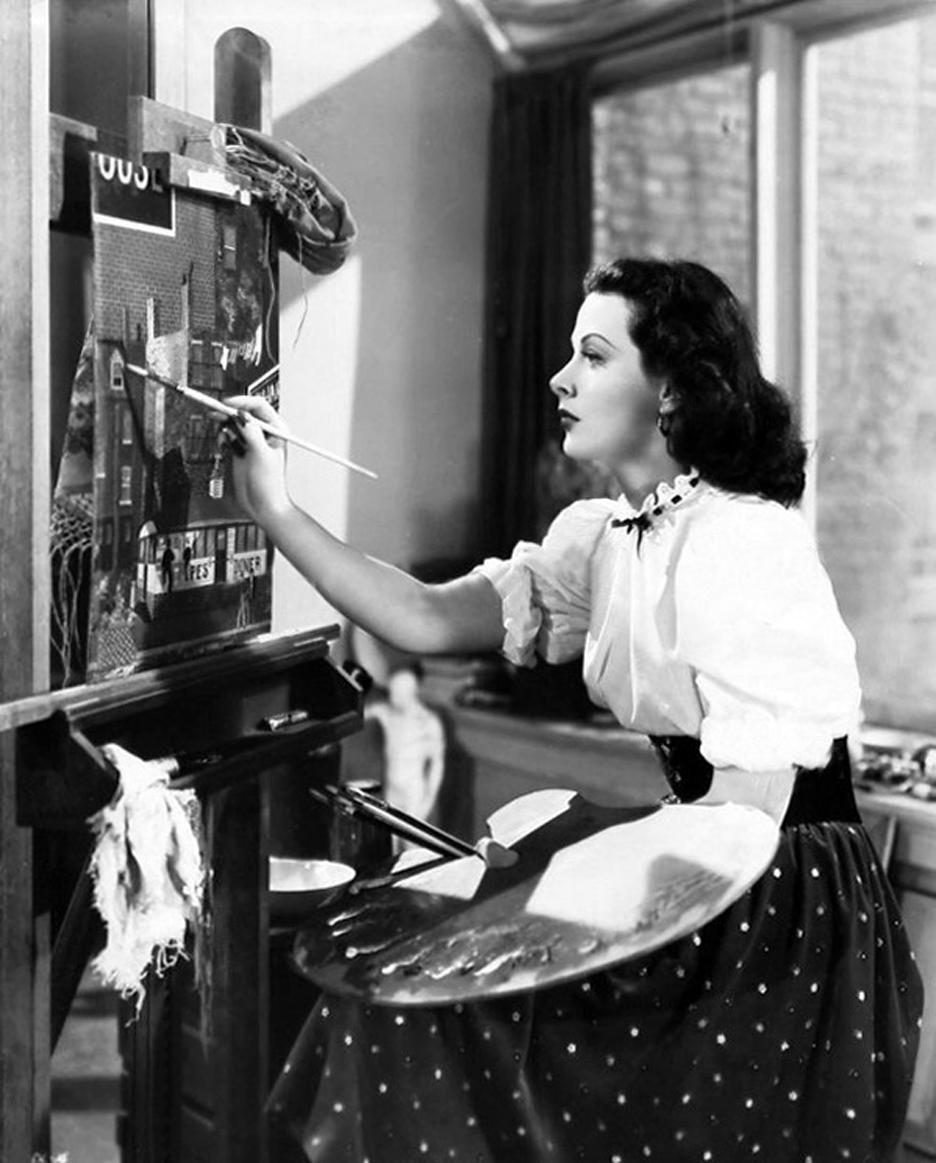
Hedy Lamarr dans La Femme déshonorée

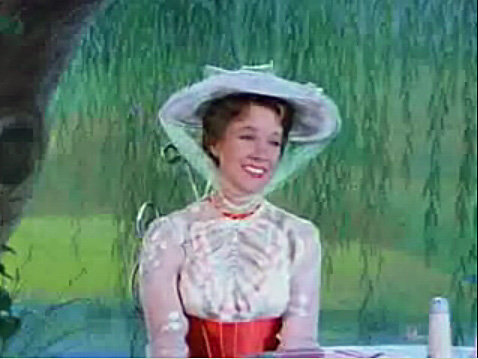
Julie Andrews dans Mary Poppins

#### Cinéma
- 1932 : Happy Ever After
- 1933 : Falling for You
- 1936 : Marie Tudor (Tudor Rose)
- 1936 : Cerveaux de rechange (The Man Who Changed His Mind)
- 1936 : Jack of All Trades
- 1937 : Les Mines du roi Salomon (King Solomon's Mines)
- 1937 : New York Express (Non-Stop New York)
- 1938 : Owd Bob
- 1938 : The Ware Case
- 1940 : Young Man's Fancy
- 1940 : Return to Yesterday
- 1940 : Tom Brown étudiant (Tom Brown's School Days)
- 1941 : Back Street
- 1942 : Jeanne de Paris (Joan of Paris)
- 1943 : Et la vie recommence  (Forever and a Day)
- 1943 : Jane Eyre
- 1946 : American Creed
- 1947 : La Femme déshonorée (Dishonored Lady)
- 1948 : Opium (To the Ends of the Earth)
- 1949 : La Grève des dockers (I Married a Communist)
- 1950 : L'Étranger dans la cité (Walk Softly, Stranger)
- 1951 : Mon passé défendu (My Forbidden Past)
- 1952 : Scandale à Las Vegas (The Las Vegas Story)
- 1957 : Johnny Tremain
- 1957 : Fidèle Vagabond (Old Yeller)
- 1959 : Darby O'Gill et les Farfadets (Darby O'Gill and the Little People)
- 1960 : L'Enlèvement de David Balfour (Kidnapped)
- 1961 : Monte là-d'ssus (The Absent Minded Professor)
- 1962 : Les Enfants du capitaine Grant (In Search of the Castaways)
- 1963 : Après lui, le déluge (Son of Flubber)
- 1964 : Les Mésaventures de Merlin Jones (The Misadventures of Merlin Jones)
- 1964 : Mary Poppins
- 1965 : Un neveu studieux (The Monkey's Uncle)
- 1965 : L'Espion aux pattes de velours (That Darn Cat!)
- 1967 : La Gnome-mobile (The Gnome-Mobile)
- 1968 : Le Fantôme de Barbe-Noire (Blackbeard's Ghost)
- 1968 : Un amour de Coccinelle (The Love Bug)
- 1971 : L'Apprentie sorcière (Bedknobs and Broomsticks)
- 1974 : L'Île sur le toit du monde (The Island at the Top of the World)
- 1974 : Le Nouvel Amour de Coccinelle (Herbie Rides Again)
- 1975 : Objectif Lotus (One of Our Dinosaurs Is Missing)
- 1976 : Un candidat au poil (The Shaggy D.A.)

#### Télévision
- 1955 : The Miracle on 34th Street
- 1955 - 1959 : Alfred Hitchcock présente (série télévisée ; 7 épisodes)
- 1956 : Gunsmoke (série télévisée ; 6 épisodes)
- 1958 : Zorro (série télévisée ; 3 épisodes)
- 1969 : My Dog, the Thief

### Comme scénariste
- 1928 : Balaclava de Maurice Elvey et Milton Rosmer
- 1930 : Greek Street de Sinclair Hill
- 1931 : The Ringer de Walter Forde
- 1931 : Michael and Mary de Victor Saville
- 1931 : The Calendar de T. Hayes Hunter
- 1931 : Sunshine Susie de Victor Saville
- 1932 : Love on Wheels de Victor Saville
- 1932 : IF1 ne répond plus de Karl Hartl
- 1932 : Lord Babs de Walter Forde
- 1933 : The Only Girl de Friedrich Hollaender
- 1933 : Early to Bed de Ludwig Berger
- 1934 : La Bataille de Nicolas Farkas et Victor Tourjanski
- 1934 : The Battle de Nicolas Farkas et Viktor Tourjanski
- 1936 : Marie Tudor (+ réal.)
- 1937 : Paradise for Two de Thornton Freeland
- 1938 : The Ware Case (+ réal.)
- 1940 : Return to Yesterday (+ réal.)
- 1940 : The Case of the Frightened Lady de George King (non crédité)
- 1943 : Jane Eyre (+ réal.)
- 1960 : L'Enlèvement de David Balfour (Kidnapped) (+ réal.)

### Comme producteur
- 1934 : Petite Amie (Little Friend)
- 1943 : Forever and a Day

### Comme acteur
- 1975 : Objectif lotus (One of Our Dinosaurs Is Missing)